# Сусловка (Днепропетровская область)
Сусловка (укр. Суслівка) — село,
Днепровокаменский сельский совет,
Верхнеднепровский район,
Днепропетровская область,
Украина.
Код КОАТУУ — 1221084409. Население по переписи 2001 года составляло 138 человек.

## Географическое положение
Село Сусловка находится на правом берегу Каменского водохранилища,
выше по течению примыкает село Днепровокаменка,
ниже по течению на расстоянии в 4 км расположено село Бородаевка.